# John J. Blaine
John James Blaine (Wingville, 4 maggio 1875 – Boscobel, 16 aprile 1934) è stato un politico statunitense, governatore del Wisconsin dal 1921 al 1927 e senatore degli Stati Uniti per il Wisconsin dal 1927 al 1933.

## Biografia
Figlio di James Ferguson Blaine (1827-1888) e Elizabeth (Johnson) Blaine (1834-1903), Blaine nacque il 4 maggio 1875 a Wingville, nel Wisconsin. Dopo aver frequentato le scuole pubbliche frequentò quella che ora è la Valparaiso University nell'Indiana, laureandosi in legge nel 1896. Dopo essere stato ammesso alla pratica della legge in Wisconsin, esercitò la professione a Montfort prima di trasferirsi a Boscobel.
Blaine fu vice presidente di una compagnia telefonica e sindaco di Boscobel, Wisconsin, per due mandati: 1901-1904 e 1906-1907. Servì anche nel Consiglio di Supervisione della Contea di Grant e fu membro del Senato dello Stato del Wisconsin (16 ° distretto) dal 1909 al 1912. Prestò poi servizio come delegato alla Convention Nazionale Repubblicana dal Wisconsin Per diversi anni dal 1912 al 1932. Fu inoltre Procuratore generale dello Stato del Wisconsin dal 1919 al 1921 prima di diventare il 24º governatore del Wisconsin, mandato che ricoprì dal 3 gennaio 1921 al 3 gennaio 1927.
Nel 1926, sconfisse il senatore progressista repubblicano degli Stati Uniti Irvine Lenroot nelle primarie repubblicane. Vinse le elezioni generali con il 55% dei voti contro gli altri candidati. Blaine prestò servizio in Senato dal 4 marzo 1927 al 3 marzo 1933. Fu l'unico senatore a votare contro la ratifica del Patto Kellogg-Briand, approvato 85-1. Blaine affermò che la ratifica del trattato rappresentava un sostegno all'imperialismo britannico. È anche l'autore del 21º emendamento, che ha abrogato il 18° emendamento, che vietava l'alcol.
Nel 1932, John B. Chapple sconfisse Blaine nelle primarie repubblicane. Chapple fu poi sconfitto alle elezioni generali da F. Ryan Duffy, come parte delle massicce vittorie democratiche alle elezioni nazionali di quell'anno. Blaine riprese la pratica legale a Boscobel e fu nominato direttore della Reconstruction Finance Corporation dal presidente Franklin Roosevelt, carica che ricoprì fino alla sua morte.
Morì di polmonite il 16 aprile 1934. Venne sepolto al Boscobel Cemetery, a Boscobel, nel Wisconsin.